# Cucina maltese
La cucina maltese è l'espressione dell'arte culinaria sviluppata a Malta. Tale cucina ha subito notevoli influenze dalla cucina italiana (in particolar modo la cucina siciliana), africana, britannica e degli altri paesi del bacino del mediterraneo.

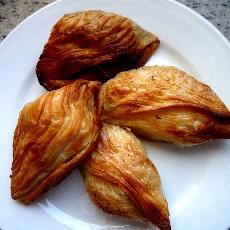
Due varietà di Pastizzi.

## Piatti tipici
I piatti tipici sono:
- zuppa di pesce, aljotta
- involtini di carne cotti in vino rosso, bragioli
- coniglio in umido (piatto tradizionale), stuffat tal-fenek
- dolci con ricotta, pezzi di cioccolato e frutta candita, kannoli simili ai cannoli siciliani
- pasta sfoglia ripiena di ricotta o piselli, pastizzi
- versione maltese della ratatouille
- biscotti ripieni alle mandorle
- palline di formaggio (da servire come antipasto), ġbejniet
- Ġbejna Tan-nagħaġ
- miscuglio dolce a base di mandorle tritate e intere
- zuppa di fagioli freschi
- minestrone all'italiana con carne di maiale
- snack di pasta sfoglia ripieni
- zucchine ripiene
- pasta ripiena di datteri
- dolce a base di mele
- maccheroni ripieni di carne e uova sode[1].

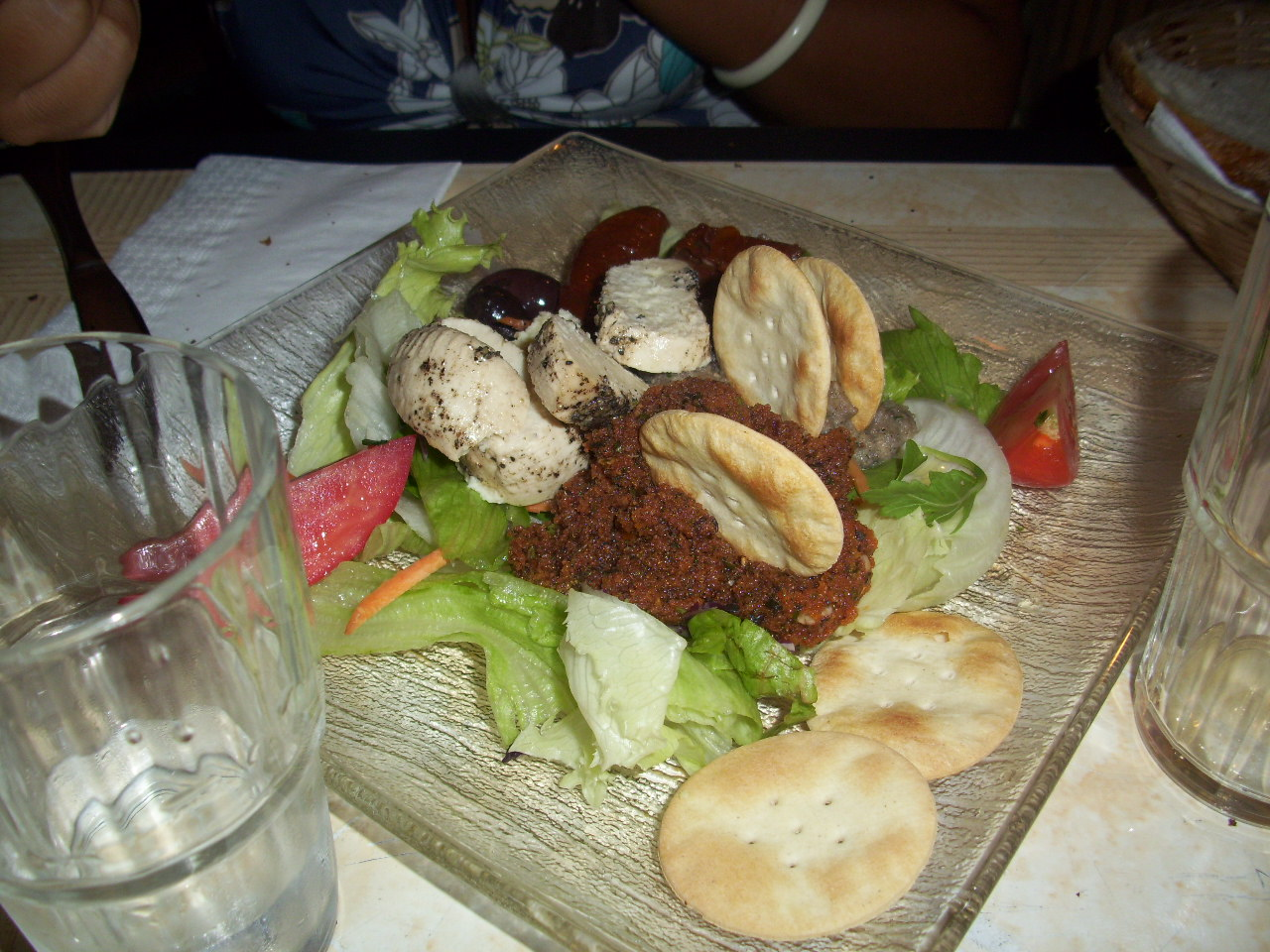
Un tipico antipasto maltese con formaggio di Gozo, aioli, bigilla (fave tritate), crostini e insalata.

- Pizza Maltese; Salsa di pomodoro, mozzarella,salsiccia maltese, formaggio locale di pecora,caponata e olive nere.

## Bevande tipiche
Tra le bevande maggiormente tipiche si trova lo Kinnie: una bibita gasata analcolica a base di succo d'arancia ed estratti d'erbe. Viene prodotta anche una birra locale denominata Cisk Lager, la Blue Label, la Hop Leaf e la Clipper.